# Sylla M'Mah Touré
Pour les articles homonymes, voir Touré.
Sylla M'Mah Touré, née le 3 décembre 1978, est une sprinteuse guinéenne.

## Carrière
Sylla M'Mah Touré participe à deux éditions des Jeux olympiques. Sa première apparition a lieu aux Jeux olympiques d'été de 1996 à Atlanta où elle est éliminée en séries du 200 mètres. Elle participe ensuite aux 100 mètres féminin lors des Jeux olympiques d'été de 2000 à Sydney, où elle est également éliminée en séries
malheureusement , son homonyme , m'mah toure s'est lancé dans la chanson et ce fut un véritable carnage https://www.youtube.com/watch?v=C8tZF5rvnMY.